# Kaiwo Maru (Schiff, 1930)

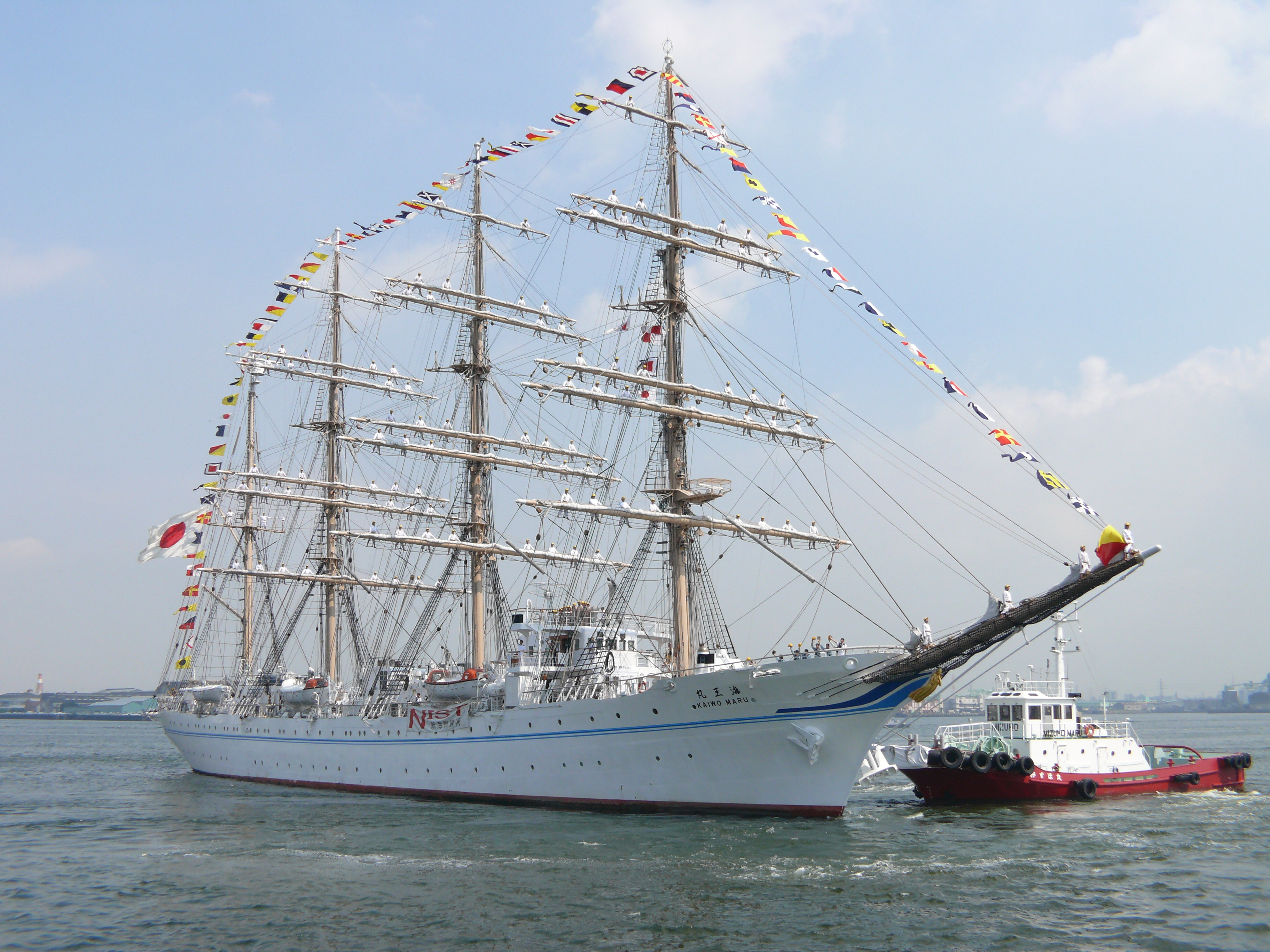
Die Kaiwo Maru (Nagoya, 18. Juli 2007)

Die Kaiwo Maru (jap. 海王丸, Kaiō-maru, dt. Schiff Meereskönig), ein als Viermastbark getakeltes japanisches Segelschulschiff, lief im Februar 1930 auf der Kawasaki-Werft in Kōbe für die Schule der Handelsmarine vom Stapel.
Sie wurde wie das Schwesterschiff Nippon Maru in Leith, Schottland, von der renommierten Werft Ramage & Ferguson entworfen, die zum Beispiel die København gebaut hatte. Die Bauwerft lieferte auch das komplette Rigg für die zwei Viermastbarken. Beide Schiffe fuhren für das japanische Kultusministerium (文部省) als Schulschiffe auf dem Pazifik. Seit 1943 waren die Kaiwo Maru und die Nippon Maru der staatlichen Seefahrtschule (航海訓練所) unterstellt.
Die Kaiwo Maru machte verschiedene Reisen in die USA, nach Hawaii und in andere Pazifikhäfen. Während des Zweiten Weltkriegs wurden die Rahen entfernt, und das Schiff kam für das Postministerium (逓信省) als Fracht-Motorsegler innerhalb der japanischen Gewässer zum Einsatz. Nach dem Krieg wurde sie bei der Rückführung japanischer Staatsbürger – ziviler wie militärischer – eingesetzt. Seit 1952 fuhr sie wieder als Segelschulschiff und besuchte auch wieder die USA, Kanada und die US-Ostküste. 1989 wurde sie von der neuen Kaiwo Maru abgelöst. Sie hat in ihrer fast 60-jährigen Seekarriere insgesamt eine Strecke entsprechend 49 Erdumrundungen zurückgelegt.
Die Kaiwo Maru liegt heute als Museumsschiff im Hafen von Imizu in der Provinz Toyama. 

## Schiffsdaten
- Stapellauf: Februar 1930
- Werft: Kawasaki Dockyard Co. Ltd., Kobe, Japan
- Vermessung: 2.284 Bruttoregistertonnen (BRT), 878 Nettoregistertonnen (NRT)
- Länge über alles (Lüa): 97 m
- Rumpflänge: 93,5 m
- Breite: 12,92 m
- Raumtiefe: 7,03 m
- Tiefgang: 6,4 m
- Höhe Mast über Wasser: 46 m
- Segelfläche: 2.397 m²
- Maschine: Hilfsdiesel, 2.600 PS
- Gesamtzahl der ausgebildeten Seeleute: 11.425
- Insgesamt gelaufene Strecke: 1.950.000 km